# Unehrlicher Beruf
Unehrliche Berufe waren in der Ständegesellschaft des europäischen Mittelalters und bis weit in die frühe Neuzeit Erwerbsweisen ohne gesellschaftlich zuerkannte Ehrbarkeit.

## Überblick
In der frühneuzeitlichen Gesellschaft waren die Unbescholtenheit des Leumunds und die persönliche Ehre ein wesentliches soziales Kapital. Sie begründeten den Status in der jeweiligen sozialen Gruppe wie insgesamt in der kommunalen Gemeinschaft. Andererseits zog deren Verlust durch Infamie soziale Ausgrenzung und damit einhergehend Stigmatisierung in unterschiedlichen Graden nach sich.
Unehrliche Berufe trugen den Makel der gesellschaftlichen Verachtung. Unehrlich bedeutete, anders als heute, nicht „betrügerisch“, sondern „ehrlos“, „nicht ehrenwert“, ohne ständisches Ansehen. Die Vorstellungen darüber, was Ehrlosigkeit ausmachte, welche Tätigkeiten zu den unehrlichen zu rechnen seien, waren nach Raum und Zeit unterschiedlich, so dass es einen allgemeingültigen Katalog der unehrlichen Erwerbsweisen nicht geben kann.
Zu unterscheiden sind „unehrliche Leute“, die durch bestimmte Erwerbsweisen in Verruf gerieten, nach drei Kategorien:
- die Angehörigen als unehrlich geltender Gewerbe bzw. Handwerke wie Schäfer, Müller, Türmer, Bader, Leineweber oder Barbiere[2]
- die Angehörigen des nicht ortsfest lebenden und als „herrenlos“ geltenden Bevölkerungsteils („Fahrendes Volk“) wie Lumpensammler, Spielleute, Kesselflicker oder Hausierer
- Anbieter von „unreinen“ Dienstleistungen, die mit Schmutz, Strafe und Tod zu tun hatten wie Gassenkehrer, Büttel, Köhler, Abdecker, Totengräber oder Scharfrichter.[3][4]

## Gesellschaftlicher Hintergrund
In der feudalen Ständeordnung stehen die Angehörigen unehrlicher Tätigkeitsgruppen als „Unterständische“ am ständegesellschaftlichen Rand. Ihren Pariastatus konnten sie nur sehr schwer überwinden. Ein ihnen aufgenötigtes endogames Heiratsmuster, das Verbot der Ausübung gesellschaftlich anerkannter Berufe, das damit einhergehende Zugangsverbot zu den Zünften, häufig auch schlicht Armut hielten diesen Status aufrecht und verhinderten den Wechsel in andere soziale Schichten. Immer neuen Zuzug erhielten sie von Absteigern aus dem sesshaften Unterschichtenmilieu.
Wer in eine Familie mit unehrlichem Beruf hineingeboren wurde, wurde darin in der Regel zeitlebens festgehalten.
Fließend waren die Übergänge in das Milieu der rechtlich, gesellschaftlich und wirtschaftlich ausgeschlossenen Menschen („herrenloses Gesindel“, „Janhagel“) aus der Mehrheitsbevölkerung, die keinem Untertanenverband angehörten und zur Dauermigration gezwungen waren. Sie mussten ihr Leben mit Betteln und mit wenig angesehenen oder verachteten Noterwerbsmethoden wie ambulant ausgeübtem Flickhandwerk, Hausierhandel und Dienstleistungen mit niedrigem Status (Scherenschleiferei, Maulwurffang, Kammerjägertätigkeit) zu bestreiten versuchen. Ein legendärer Repräsentant dieser vagierenden unterständischen und außerständischen Bevölkerung war in Westdeutschland gegen Ende des 18. Jahrhunderts Johannes Bückler, der so genannte Schinderhannes, Sohn eines Abdeckers und Nachkomme von Scharfrichtern, der auch als Hausierer tätig war, bevor er zum Räuber wurde.
Eine besondere Position nahmen die Abdecker und die Scharfrichter („Nachrichter“) ein. Zwar standen auch sie in der gesellschaftlichen Rangordnung ganz unten. Dafür steht das Verbot des öffentlichen sozialen Kontakts, wie es in einem separaten Tisch im Gasthaus oder in der Lage des Wohnhauses außerhalb der Stadtmauer Ausdruck fand. Andererseits waren vor allem Scharfrichter, die auch für die Durchführung der Tortur verantwortlich waren, gute Kenner des menschlichen Körpers und abweichender Körperverfassungen. Ihre medizinischen Kompetenzen waren gefragt, sie traten hierdurch in Konkurrenz zu Badern und Ärzten, und es kam im 18. Jahrhundert wiederholt zu Verordnungen, in denen ihnen „alles innerliche und äußerliche Curieren, bei hoher fiscalischer Strafe, gänzlich verboten“ oder nur unter bestimmten Auflagen erlaubt wurde. Nachdem im Laufe des 18. Jahrhunderts der Rechtsstatus der Unehrlichkeit allgemein und auch in ihrem Fall aufgehoben wurde, wechselten sie oder ihre Söhne nicht selten in den Beruf des Arztes.
Unter den Angehörigen „unehrlicher“ Berufe traten Roma nur sehr selten in Erscheinung. Als Scharfrichter oder Abdecker sind sie nicht belegt. Jenische Familiennamen findet man hingegen in den einschlägigen Quellen. So war z. B. Jacob-Peter Huber (* 1771), ein Stammvater des jenischen Politikers Robert Huber, Wasenmeister im bündnerischen Oberhalbstein.